# 格林湖 (奧斯納布呂克縣)

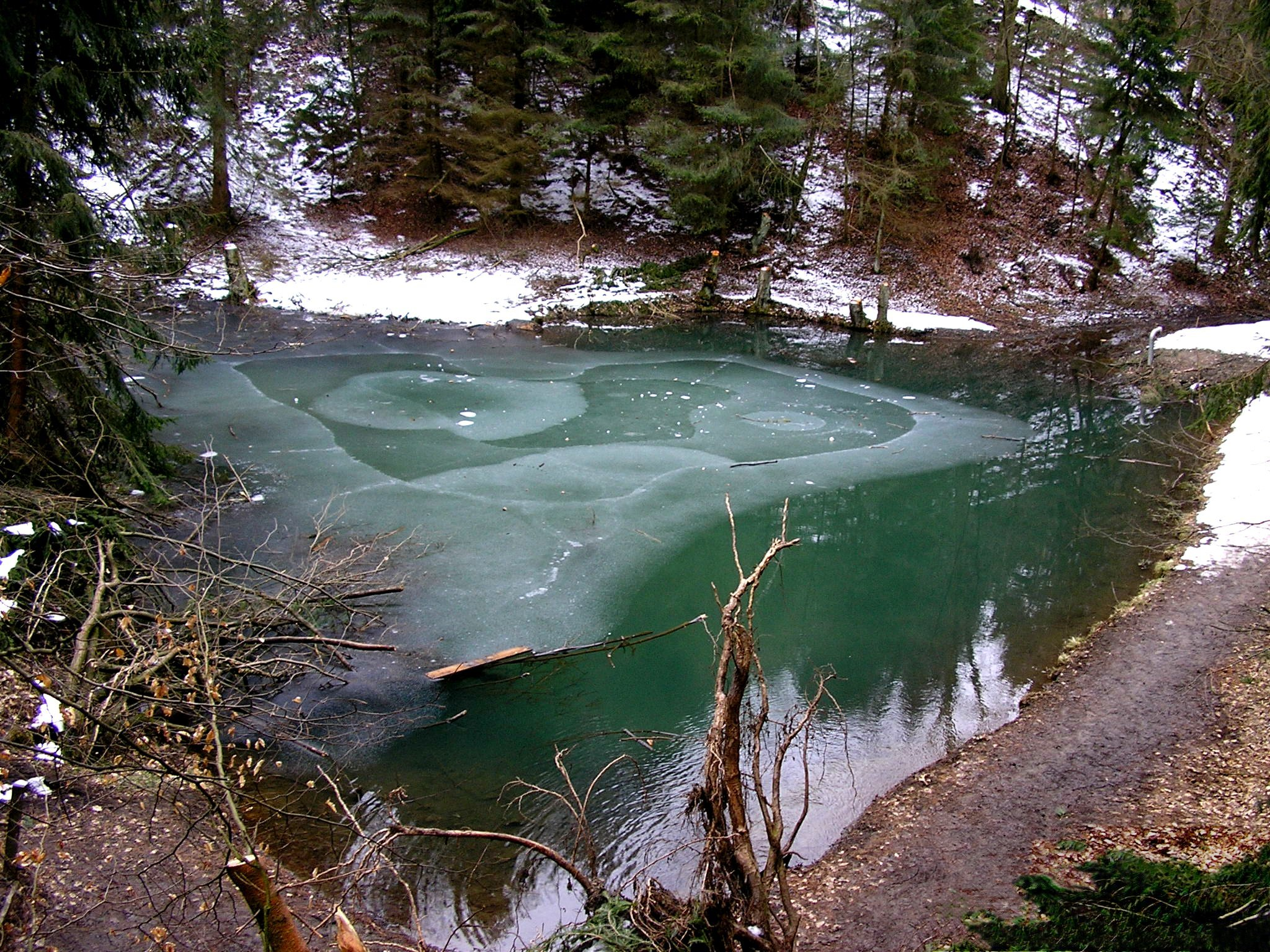

格林湖（德語：Grüner See），是德國的湖泊，位於該國西北部，由下薩克森州負責管轄，處於奧斯納布呂克縣，面積0.001平方公里，海拔高度145米，平均水深1米，最大水深2米，湖岸線長度0.1公里，水體容量1,000立方米。